# Narodnooslobodilačka fronta (Makedonija)
Slavensko-makedonska narodnooslobodilačka fronta, (Slavjano Makedonski Narodno Osloboditelen Front, akr. SNOF; maked.: Славјано Македонски Народно Ослободителен Фронт, СНОФ), bila je prva vojna organizacija etničkih Makedonaca osnovana 1943. odlukom makedonskih članova Grčke komunističke stranke - KKE.

## SNOF
Prije osnivanja SNOF-a, vojne jedinice sastavljene od etničkih Makedonaca djelovale su u sastavu Grčke narodno oslobodilačke vojske - ELAS.
Glavni cilj SNOF-a, bio je da dobije podršku od lokalnog (makedonskog) stanovništva i da ga uključi u svoje redove, i tako pomogne borbu Narodno oslobodilačkog fronta EAM. Drugi, ne manje važan cilj bila je borba protiv Ohrane (probugarska kolaboracionistička organizacija), i njezinog rada u Zapadnoj Grčkoj (Egejska Makedonija), dapače cilj je bio da pripadnike Ohrane pridobiju na svoju stranu, da se pridruže SNOF-u i podrže ELAS. SNOF je otpočeo sa snažnom propagandom, izdavanjem novina, knjiga i brošura na makedonskom jeziku. Organizirane su škole na makedonskom jeziku i izdavane stalne novine Slavjano-Makedonski Glas (makedonski: Славјано
-Македонски Глас).
Povećali su značajno broj svojih članova (po nekima na 12 000) i aktivno sudjelovali u borbi protiv okupacionih snaga surađujući sa saveznicima KKE-a.
Nakon oslobođenja Grčke od okupacije sila osovina 1944., odlukom Centralnog komiteta KKE, zbog britanskog pritiska SNOF je raspušten. Dio vojnika SNOF-a, nezadovoljni takvom odlukom, pod vodsvom Vangel Ajanovski - Očea, prešli su u Makedoniju i pridružili se makedonskim partizanskim jedinicama.

## NOF

### Osnivanje NOF-a i prve akcije
Nakon oslobođenja Grčke i potpisivanja Sporazuma iz Varkize, nije došlo do mira i političke 
stabilizacije zemlje. Snage otpora koje su kontrolirali komunisti (EAM - ELAS) marginalizirane su nasuprot desničarskih organizacija koje su se uz pomoć Britanaca vratile na vlast u Atenu. Nakon razoružanja ELAS-a, i prebacivanja KKE na političku borbu, naoružane paramilitarne grupe sastavljene uglavnom od pripadnika bivših Sigurnosnih bataljona ( ratnih kolaboracionista). Počele su uz pomoć vladinih snaga, s progonom i terorom nad stanovništvom sjeverne Grčke, naročito etničkih Makedonaca, optužujući ih za autonomašku djelatnost.
Zbog toga su brojni Makedonci iz Edesse, Kastorije i Florine, poput; Paskala Mitrevskog, Mihaila Keramidžijeva, Đorđi Urdova, Atanasa Korovešova, Pavla Rakovskog i Minča Foteva, odlučili osnovati Narodno Osloboditelen Front (NOF) 23. travnja, 1945. Po svom statutu, ciljevi NOF-a bili su; otpor protiv Monarho-fašističkih agresora, borba za demokraciju, Grčku Republiku i fizička zaštita etničkih Makedonaca
Ispočetka je NOF organizirao skupove, ulične i tvorničke prosvjede i distribuirao ilegalne brošure. Ubrzo nakon toga otpočeo je s osnivanjem partizanskih jedinica. Mnogi odbegli članovi KKE-a stali su se vraćati u zemlju. 1945., osnovano je 12 odreda u Kastoriji, 7 u Florini i 11 u području Edesse i Gianitse. Ove jedinice uglavnom su čuvale stražu, ali su pred kraj 1945. počeli s oružanim borbama s vladinim snagama. Najpoznatiji takav sukob bio je kod sela Moglena, gdje je napadnut vladin konvoj s političkim zatvorenicima. 14 vladinih vojnika je ubijeno, 9 zarobljeno, a svi zarobljenici(etnički Makedonci i grčki doseljenici s Ponta) oslobođeni.
NOF-ovi komiteti nisu bili jednonacionalni, u mnogima su sudjelovali brojni Vlasi (poput Kastorije) i novodošli grčki naseljenici s Ponta.
NOF nije vjerovao u budućnost Sporazuma iz Varkize, dok je čelnik KKE-a Nikos Zachariadis uporno vjerovao da na osnovu toga ima neke nade za pregovore s vladom.
I prije KKE-ove objave oružane borbe protiv vladinih snaga 1946. i osnivanja DSE (Demokratske armije Grčke) NOF se upustio u borbu protiv vladinih snaga. NOF je također radio na čvrstoj organizaciji regionalnih komiteta koji su osnovani u okruzima Florina, Edessa, Giannitsa i Kastoria.

### Ujedinjenje NOF-a i Grčke Demokratske Armije (DSE)
KKE je nastojala izbjeći Građanski rat sve do poslije izbora održanih 1946.
Nakon njih više od 100 000 boraca i simpatizera ELAS-a i EAM-a, uhićeno je pod optužbama da su bili previše brutalni prema civilnom stanovništvu za vrijeme fašističke okupacije i svog partizanskog otpora. Na to su se mnogi pripadnici ELAS-a i NOF-a, ponovno okupili u male naoružane grupe u svojim bivšim skrovištima. Kako se to uglavnom odvijalo u sjevernim planinskim područjima Grčke, gdje je tada živjela značajna makedonska manjina, NOF je postao iznimno značajan čimbenik i to je primoralo KKE da stupi u pregovore s NOF-om.
U pregovore su sa strane NOF-a bili uključeni Mihail Keramitčiev i Paskal Mitrevski, a Markos Vafiadis u ime Grčke Demokratske Armije(DSE). 
Nakon gotovo sedam mjeseci pregovaranja, dogovorili su ujedinjenje, u listopadu 1946. KKE je osnovao Glavni stožer za Srednju Grčku u koji je uključen NOF.
Capetanios (Vojni i politički čelnik)  DSE -a postao je Markos Vafiadis. 
U isto vrijeme i KKE i NOF zauzeli su i stav prema manjinskom (pa i Makedonskom pitanju) a on je bio - jednakost svih etničkih grupa unutar Grčkih granica, protiv bilo koje autonomije. Na taj način mnogi makedonci pridružili su se jedinicama DSE, tako da su po nekim podatcim oni činili čak 60% boraca ove vojske. ( Od 22 000 boraca DSE-a 14 000 su bili Makedonci).

## Grčki građanski rat

### Makedonci i Grčki građanski rat
Odmah po ujedinjenju NOF-a i DSE-a, partizanske jedinice iz Kastorije, počele su napade na vladine snage u planini Vitsi(Vič). Nakon jednomjesečnih borbi oslobođena je Vitsi planina, a potom i planina Grammos, koja je postala glavno utočište DSE-a. Ova slobodna teritorija je proširena prema Florini,Edessi i Magleni. Na ovoj slobodnoj teritoriji, organizirane su škole i kazališta na makedonskom jeziku. Izdavane su knjige i novine na makedonskom jeziku. Osnivane su i masovne frontovske organizacije, poput AFŽ i omladinska organizacija ONOM (Organizacija na Narodno Osloboditelna Mladina). Na taj način uključen je veliki dio etničkih makedonaca u političke ciljeve KKE i DSE-a. Preko 20 000 makedonaca išlo je u te partizanske škole, gdje su učili čitati i pisati, i učili svoju nacionalnu povijest. (praktički po prvi put u povijesti).
Nakon političkog razlaza Tito-Staljin, došlo je i do velike promjene u politici podrške tadašnje FNRJ, DSE-u, zatvorena je granica prema Jugoslaviji. I to je bio težak udarac za KKE i DAG, koji su na jugoslavenskoj strani imali sigurne baze i logistiku.
Privremena Vlada, osnovana 1947., držala je pod političkom i vojnom kontrolom oko 70% dijela 
Grčke, od Evrosa na Peloponezu) preko planina sjeverne Grčke i većine otoka. Tijekom 1947. do proljeća 1948., Nacionalna Armija (vladina) se uglavnom utaborila u Ateni i većim grčkim gradovima.
U to vrijeme DSE je bio snaga od skoro 40 000 boraca, s velikom mrežom simpatizera, naročito u ruralnim brdskim krajevima.
Kako se bližio kraj rata, skroro 20 000 boraca DSE-a su pobijeni ili zarobljeni od strane Nacionalne Armije nakon borbi na Peloponezu. Slična situacija bila i po otocima i Trakiji. Na početku 1949. u posljednjem poglavlju rata, Privremena vlada i DSE su zbijeni na područje uz makedonsku granicu na planine Pind, Gramos i Vitsi. DSE se našao pred velikom ofenzivom vladinih snaga potpomognutih britanskim slanjem topništva, tenkova i zračnih snaga.

### Poraz Grčke Demokratske Armije (DSE)
Lako opremljene, pješačke jedinice DSE, nisu se mogle nositi u frontovskim sukobima s vladinim snagama. U kolovozu 1948. smijenjen je legendarni Markos Vafiadis i zamijenjen od strane Zachariadisa. On je smijenio čitav vrhovni stožer i sve iskusne komandante. Ove promijene dovele su do konačnog poraza DSE-a.
Zachariadis  je bio inicijator još većeg uključivanja makedonaca u DSE (čak i prislinog novačenja), međutim to nije izmijenilo tok sukoba, već je samo povećalo broj na taj način kompromitiranog stanovništva.
Nakon završnih bitaka na planinama Vitsi i Grammos, u kojem su vladine snage upotrijebile napalm bombe i teško topništvo, DSE je protjeran iz Grčke. Nakon što je Jugoslavija zatvorila granica evakuacija boraca išla je preko Albanije.

## Nakon rata

### Izgon etničkih Makedonaca iz Grčke
Vladine snage rušile su svako selo koje bi im se našlo na putu, a stanovništvo bi raselili. Tako da su masovni zbjegovi bili jedini način da se izbjegne represija i osveta. 50 000 ljudi pobjeglo je iz Grčke uključivo i snage DSE-a u povlačenju. Većinu njih prihvatile su tadašnje zemlje istočnog bloka. 1970. nekima od njih dozvoljeno je da dođu u Socijalističku Republiku Makedoniju. 1980. Grčki Parlament promijenio je zakon o nacionalnoj pomirdbi koji je dozvoljavao bivšim članovima DSE-a ( Grčke nacionalnosti) povratak u zemlju, ali se to nije odnosilo na etničke Makedonce.
- 20. kolovaza, 2003., Rainbow Party ( Stranka Duga, grčka stranka koja se brine o manjinskim pravima Makedonaca u Grčkoj) ugostila je djecu prognanike (makedonsku djecu) koja su napustila domove za grčkog građanskog rata na 20 dana (to je bio rok). Mnogi su tad prvi put vidjeli svoje rođake i rodna mjesta poslije 55 godina. Unatoč tome mnogi su odbijeni od strane grčkih pograničnih vlasti jer su im putovnicama upisani slavenski(makedonski) toponimi mjesta rođenja (umjesto grčkih).

## Vanjske poveznice
- Nespojivi saveznici: Grčki komunizam i Makedonski nacionalizam za Građanskog rata u Grčkoj, 1943-1949  Arhivirana inačica izvorne stranice od 1. lipnja 2014. (Wayback Machine) od Andrewa Rossosa -The Journal of Modern History, Vol. 69, No. 1 (1997), str. 42-76.(na engleskom)
- Grčka Makedonija nakon Balkanskih ratova ( na engleskom)  Arhivirana inačica izvorne stranice od 7. kolovoza 2011. (Wayback Machine)
- Egejski dio Makedonije (1913-1989). Stojan Kiselinovski (na makedonskom)
- Rezolucija V plenarne sjednice KKE, o Makedonskom narodu (na engleskom)
- Memoari Pavla Rakovskog ( na makedonskom)  Arhivirana inačica izvorne stranice od 24. rujna 2011. (Wayback Machine)